# Mantois
Als Mantois wird eine natürliche französische Landschaft im Nordwesten des Départements Yvelines, in der Region Île-de-France bezeichnet. Sie liegt im Wesentlichen im Süden der Stadt Mantes-la-Jolie und war eine Subprovinz der Provinz Île-de-France.
Die Ausdehnung von Mantois entspricht den Einzugsgebieten der Mauldre und der Vaucouleurs, beides linke Nebenflüsse der Seine. Im Norden grenzt Mantois an die ehemalige Provinz Vexin français und an die Seine, im Westen an die Normandie, im Süden an den Wald Forêt de Rambouillet (auch Forêt d’Yveline genannt), im Südosten an die Landschaft und ehemalige Subprovinz Hurepoix. Im Osten erstreckt sie sich entlang des Tals der Seine und grenzt an den Großraum von Paris. Auf verwaltungstechnischer Ebene deckt sich die Ausdehnung der Mantois in etwa mit der Reichweite des Arrondissement Mantes-la-Jolie.